# Grotta del Broion
La grotta del Broion è un inghiottitoio di tipo carsico nel Lumignano, presso il comune di Longare in provincia di Vicenza, che si apre sul versante meridionale del monte Broion a circa 150 m s.l.m.
Il monte Broion si trova sul lato orientale del complesso dei Colli Berici, un sistema collinare situato a sud del margine prealpino con la pianura e che appare in continuità morfotettonica con i monti Lessini.
Nel 1951 in questa grotta sono state ritrovate dal geologo Piero Leonardi significative tracce dell'uomo di Neandertal.

## Geologia della zona
Le numerose località carsiche della zona, compresa la grotta del Broion, si trovano in un litotipo formato dai sedimenti di natura carbonatica, rappresentati alla base dalla Formazione di Priabona (stadio Priaboniano dell'Eocene sup.), composta di calcari marnosi stratificati, e al tetto dalla Formazione delle Calcareniti di Castelgomberto (Oligocene), un complesso carbonatico massiccio e indistintamente stratificato.
Ai margini di quest'area e nelle valli che solcano i Colli Berici, affiorano formazioni più antiche, sottostanti stratigraficamente alle suddette: sono principalmente rocce vulcaniche (basalti, tufi, neck basaltici), risultato di attività eruttive del passato.
Il margine sudorientale dei Colli Berici, in corrispondenza del quale si trova la Grotta, presenta un brusco rilievo morfologico dovuto alla presenza di un complesso di faglie con orientamento prevalentemente NNE-SSO, lungo le quali sono avvenuti movimenti disgiuntivi con componente verticale.

## Reperti
La stazione preistorica del Broion rappresenta una delle successioni più complete per la cronostratigrafia del Quaternario recente in Italia settentrionale per la presenza di reperti paleontologici e paleoetnologici appartenenti ad un arco di tempo compreso tra il Riss recente e la chiusura dell'ultimo interglaciale.